# Ultramega OK
Ultramega OK es el álbum debut de Soundgarden que fue editado a fines de octubre de 1988 en el sello SST Records. El disco fue nominado a la mejor interpretación de hard rock en los premios Grammy. Según Chris Cornell, el título proviene de una broma del guitarrista Kim Thayil.

## Lista de canciones
| #  | Canciones               | Duración | Créditos                                 |
| -- | ----------------------- | -------- | ---------------------------------------- |
| 01 | "Flower"                | 3:25     | Chris Cornell, Kim Thayil                |
| 02 | "All Your Lies"         | 3:51     | Chris Cornell, Kim Thayil, Hiro Yamamoto |
| 03 | "665"                   | 1:37     | Chris Cornell, Hiro Yamamoto             |
| 04 | "Beyond the Wheel"      | 4:20     | Chris Cornell                            |
| 05 | "667"                   | 0:56     | Chris Cornell, Hiro Yamamoto             |
| 06 | "Mood for Trouble"      | 4:21     | Chris Cornell                            |
| 07 | "Circle of Power"       | 2:05     | Kim Thayil, Hiro Yamamoto                |
| 08 | "He Didn't"             | 2:47     | Matt Cameron, Chris Cornell              |
| 09 | "Smokestack Lightning"  | 5:07     | Howlin' Wolf                             |
| 10 | "Nazi Driver"           | 3:52     | Chris Cornell, Hiro Yamamoto             |
| 11 | "Head Injury"           | 2:22     | Chris Cornell                            |
| 12 | "Incessant Mace"        | 6:22     | Chris Cornell, Kim Thayil                |
| 13 | "One Minute of Silence" | 1:00     | John Lennon                              |

## Curiosidades
- La única canción editada como sencillo fue Flower, su vídeo fue altamente emitido por la MTV llamando la atención al público en general del sonido de Seattle, todavía no demasiado popular.
- Circle Of Power es una de las pocas canciones escritas sin ningún tipo de colaboración por parte de Cornell, ya que fue enteramente compuesta por Kim Thayil y Hiro Yamamoto, cantando este último la letra de la canción, siendo la única en la que lo hace durante su trayectoria en la banda.
- Smokestack Lightning es una versión de Howlin' Wolf. Al final de la canción se pueden escuchar partes de Death Valley '69, canción de Sonic Youth.
- 665 y 667 son parodias del satanismo que siempre rodeó al rock a lo largo de su historia.
- One Minute of Silence es una versión de John Lennon, la canción original era Two Minutes of Silence. Para la grabación del álbum, se excluyó la parte de la versión original en la que tocaba Yōko Ono, con lo que no se oye ningún instrumento en todo el tema.

## Formación
- Chris Cornell - Voz y guitarra
- Kim Thayil - Guitarra
- Hiro Yamamoto - Bajo
- Matt Cameron - Batería

- Datos: Q542577